# Empire FC
Empire FC – najstarszy antiguański klub piłkarski z siedzibą w Gray's Farm założony w 1952 roku pod nazwą Realto SC. W sezonie 2015/2016 klub będzie grał w Premier Division po awansie z First Division. Klub jest najbardziej utytułowanym zespołem w kraju, mając na koncie 13 mistrzostw Antigui i Barbudy. Trenerem drużyny jest Steadroy Anthony. Klub rozgrywa swoje mecze na Antigua Recreation Ground w Saint John's.